# Eduard Leuze
Eduard Leuze (* 24. Dezember 1906 in Freudenstein; † 25. Oktober 1973 in Reutlingen) war ein deutscher Politiker der FDP/DVP und von 1960 bis 1966 baden-württembergischer Wirtschaftsminister.

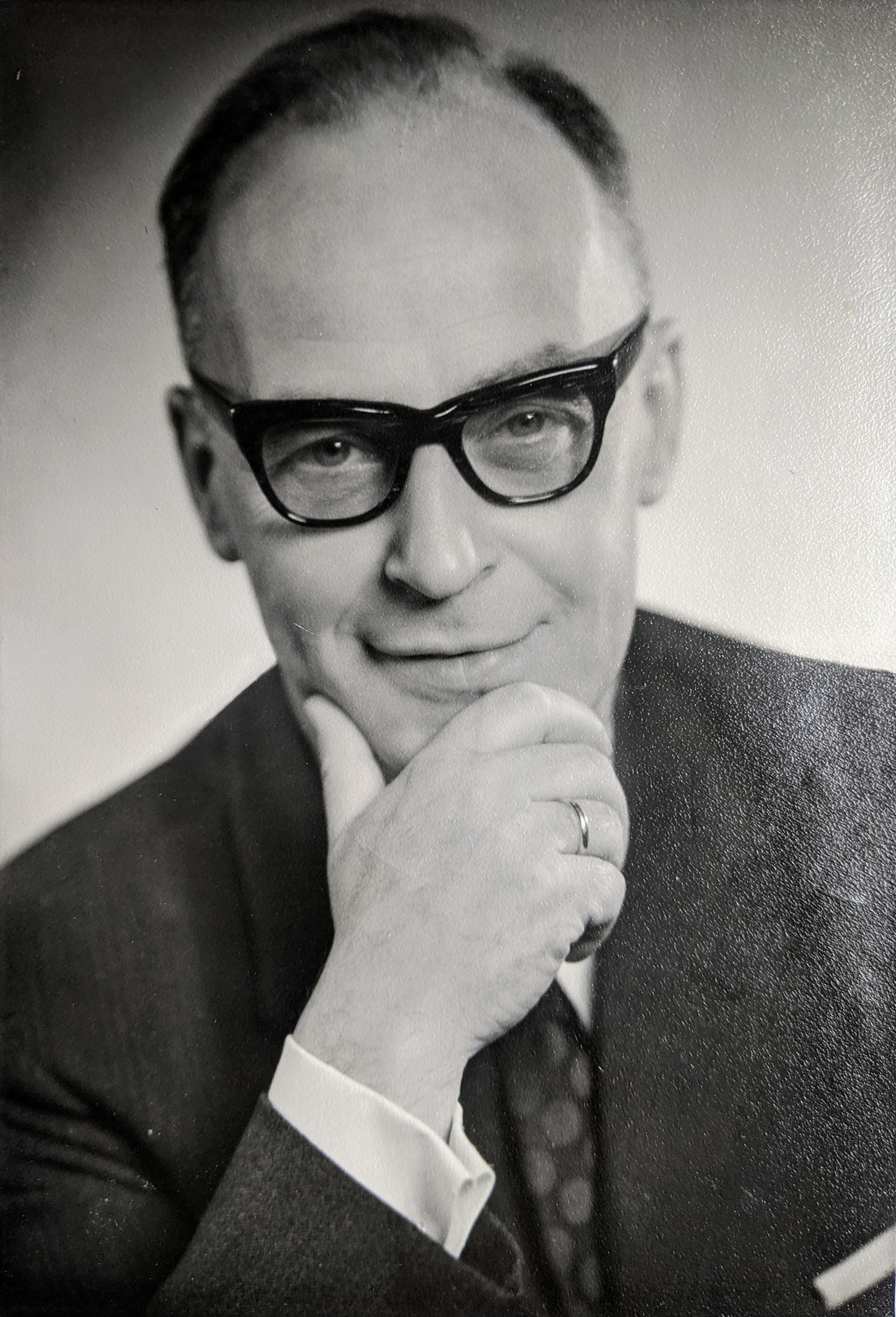
Eduard Leuze

## Leben
Leuze wurde 1906 als Sohn eines evangelischen Pfarrers geboren. Er besuchte ein Gymnasium in Tübingen, an dem er sein  Abitur machte. Anschließend studierte er Jura in Berlin, Kiel und Tübingen und wurde 1932 promoviert. Seit dem Studium war er Mitglied der Studentenverbindung AV Nicaria Tübingen im SB. Seit 1933 war er als Rechtsanwalt in Reutlingen tätig. Während des Zweiten Weltkriegs diente er als Soldat, danach wurde er 1948 Notar. Seit 1951 war er Präsidiumsmitglied der Deutschen Anwaltskammer, später war er zudem noch Aufsichtsratsmitglied bei der Volkswagen AG und im Vorstand der Deutschen Schutzvereinigung für Wertpapierbesitz.

## Politik
Leuze trat 1945 der DVP bei und wurde Mitglied des Gemeinderates in Reutlingen. Ab 1946 gehörte er der Beratenden Landesversammlung für Württemberg-Hohenzollern und danach von 1947 bis 1952 dem Landtag von Württemberg-Hohenzollern an. Im Jahr 1947 wurde er Fraktionsvorsitzender der DVP. Ein Jahr später war Leuze Vizepräsident des Landtages. Dort sprach er sich gegen die Einrichtung von Konfessionsschulen aus. Von 1951 bis 1953 war er Landesvorsitzender der FDP/DVP in Württemberg-Hohenzollern. Leuze rückte am 21. März 1952 für den verstorbenen Wohnungsbauminister Eberhard Wildermuth in den Deutschen Bundestag nach, dem er allerdings nur noch bis zum Ende der laufenden Legislaturperiode 1953 angehörte. Auf dem Bundesparteitag der FDP 1952 in Bad Ems wurde er in den Bundesvorstand gewählt, dem er in unterschiedlichen Funktionen bis 1970 angehörte. Im Jahr 1953 war er auch Mitglied der Verfassunggebenden Landesversammlung Baden-Württembergs.
Von 1956 bis 1972 war Leuze Landtagsabgeordneter in Baden-Württemberg, wo er den Wahlkreis Reutlingen vertrat. Bis zu seiner Ernennung zum Minister war er von 1956 bis 1960 auch Fraktionsvorsitzender der FDP/DVP. Von 1960 bis 1966 war er als Nachfolger des Sozialdemokraten Hermann Veit, dessen Partei aus der Regierung ausgeschieden war, Wirtschaftsminister. Während dieser Zeit war er von 1962 bis 1966 Vorsitzender des Wirtschaftsausschusses im Bundesrat. Nach der Bildung einer Großen Koalition unter Hans Filbinger 1966 schied Leuze aus dem Kabinett aus.
Aufgrund von Streitereien mit seiner Partei trat Leuze im Dezember 1969 von allen Parteiämtern zurück, blieb bis 1972 aber Landtagsabgeordneter. Er starb im Jahr darauf in Reutlingen; sein Nachlass liegt im Hauptstaatsarchiv Stuttgart.

## Kultur
Privat war Leuze der Musik verbunden, er sang im Reutlinger Liederkranz. In den 1930er Jahren war er Vorsitzender des Uhlandgaus im Schwäbischen Sängerbund und nach dem Zweiten Weltkrieg Präsident des Sängerbundes Südwürttemberg-Hohenzollern.

## Ehrungen
Im Jahr 1966 wurde Leuze das Große Verdienstkreuz mit Stern und Schulterband des Verdienstordens der Bundesrepublik Deutschland verliehen. Außerdem erhielt er den Goldenen Ehrenring des Deutschen Handwerks.

## Privates
Eduard Leuze war verheiratet mit Erna Maria Leuze (geb. Sting, 1907–1996) und hatte mit ihr zwei Kinder, Ingeborg (1934–2020) und Wolfram Leuze (* 1939). Wolfram Leuze war in den 1970er Jahren Präsident des SSV Reutlingen und später langjähriger Fraktionsvorsitzender der Grünen im Leipziger Stadtrat.

## Schriften
- Das Recht des Versicherungsvertreters nach dem Gesetz zur Änderung des Handelsgesetzbuches (Recht der Handelsvertreter) vom 6. August 1953 (= Schriftenreihe des Wirtschaftsverbandes Versicherungsvermittlung. Bd. 6). Wirtschaftsverband Versicherungsvermittlung, Bonn 1953.
- Liberale Wirtschaftspolitik in der entwickelten Volkswirtschaft. XVIII. Bundesparteitag der Freien Demokraten in Hannover, Bonn 1967.